# Cooperit
Cooperit ist ein relativ selten vorkommendes Mineral aus der Mineralklasse der „Sulfide und Sulfosalze“ mit der chemischen Zusammensetzung PtS und damit chemisch gesehen Platin(II)-sulfid.
Cooperit kristallisiert im tetragonalen Kristallsystem und findet sich meist in Form verzerrter Kristallfragmente oder unregelmäßiger Körner und Nuggets bis etwa 1,5 mm Größe. Das in jeder Form undurchsichtige (opake) Mineral ist von stahlgrauer Farbe mit einem metallischen Glanz auf den Oberflächen. Im Auflicht kann Cooperit auf polierten Flächen aber auch bräunlich erscheinen.

## Etymologie und Geschichte
Erstmals entdeckt wurde das Mineral von Richard A. Cooper in der Gemeinde Rustenburg, genauer der Grube Rustenburg Town & Townlands, in der ehemaligen Provinz Transvaal (heute Nordwest) von Südafrika. Er beschrieb das Mineral 1928, allerdings ohne ihm einen Namen zu geben. Im gleichen Jahr schlug F. Wartenweiler in seiner Publikation Diskussion über ein neues Platinmineral in den Rustenburg-Noriten (englisch: Discussion on a new platinum mineral in the Rustenburg norites) den Namen Cooperit zu Ehren seines Entdeckers vor. Der Name wurde allgemein akzeptiert und in nachfolgenden Publikationen sowie nach Gründung der International Mineralogical Association (IMA) 1958 auch von dieser übernommen.
Da für die Analyse des Minerals auch Proben aus der Umgebung von Mokopane (auch Potgietersrus) im Distrikt Waterberg der Provinz Limpopo gesammelt wurden, gilt diese Fundstätte ebenfalls als Typlokalität für Cooperit.
Das Typmaterial des Minerals wird im Natural History Museum in London (England) unter der Sammlungs-Nr. 1932,1301 (oder 1939,966) und in der Harvard University in Cambridge (Massachusetts) unter der Sammlungs-Nr. 101935 aufbewahrt.

## Klassifikation
In der veralteten 8. Auflage der Mineralsystematik nach Strunz gehörte der Cooperit zur Mineralklasse der „Sulfide und Sulfosalze“ und dort zur Abteilung der „Sulfide mit M : S = 1 : 1“, wo er zusammen mit Braggit die „Braggit-Cooperit-Gruppe“ mit der System-Nr. II/B.16 und dem weiteren Mitglied Vysotskit bildete.
Im Lapis-Mineralienverzeichnis nach Stefan Weiß, das sich aus Rücksicht auf private Sammler und institutionelle Sammlungen noch nach dieser alten Form der Systematik von Karl Hugo Strunz richtet, erhielt das Mineral die System- und Mineral-Nr. II/C.25-30. In der „Lapis-Systematik“ entspricht dies ebenfalls der Klasse der „Sulfide und Sulfosalze“, dort allerdings der Abteilung „Sulfide mit [dem Stoffmengenverhältnis] Metall : S,Se,Te ≈ 1 : 1“, wo Cooperit zusammen mit Braggit und Vysotskit eine eigenständige, aber unbenannte Gruppe bildet (Stand 2018).
Die seit 2001 gültige und von der International Mineralogical Association (IMA) bis 2009 aktualisierte 9. Auflage der Strunz’schen Mineralsystematik ordnet den Cooperit ebenfalls in die Abteilung der „Metallsulfide, M : S = 1 : 1 (und ähnliche)“ ein. Diese ist allerdings weiter unterteilt nach den in der Verbindung vorherrschenden Metallen, so dass das Mineral entsprechend seiner Zusammensetzung in der Unterabteilung „mit Nickel (Ni), Eisen (Fe), Cobalt (Co) usw.“ zu finden ist, wo es ebenfalls zusammen mit Braggit und Vysotskit die „Braggitgruppe“ mit der System-Nr. 2.CC.35a bildet.
Auch die vorwiegend im englischen Sprachraum gebräuchliche Systematik der Minerale nach Dana ordnet den Cooperit in die Klasse der „Sulfide und Sulfosalze“ und dort in die Abteilung der „Sulfidminerale“ ein. Hier ist er in der nach ihm benannten „Cooperitgruppe“ mit der System-Nr. 02.08.05 innerhalb der Unterabteilung „Sulfide – einschließlich Seleniden und Telluriden – mit der Zusammensetzung AmBnXp, mit (m+n) : p = 1 : 1“ zu finden.

## Chemismus
In der theoretisch idealen, das heißt stoffreinen Verbindung von Cooperit (PtS) besteht das Mineral aus Platin (Pt) und Schwefel (S) im Stoffmengenverhältnis von 1 : 1. Dies entspricht einem Massenanteil (Gewichts-%) von 85,88 Gew.-% Pt und 14,12 Gew.-% S.
Die chemische Analyse an den natürlichen Mineralproben aus der Typlokalität Potgietersrus ergaben dagegen eine leicht abweichende, durchschnittliche Zusammensetzung von 85,1 Gew.-% Pt und 13,9 Gew.-% S sowie zusätzliche Gehalte von 0,6 Gew.-% Palladium (Pd) und 0,7 Gew.-% Nickel (Ni). Weitere Analysen an ähnlichen Mineralproben aus dem Stillwater-Komplex im US-Bundesstaat Montana ergaben ebenfalls eine abweichende Zusammensetzung von 79,7 Gew.-% Pt und 14,3 Gew.-% S sowie zusätzlich 5,6 Gew.-% Pd und 0,1 Gew.-% Ni.
Entsprechend dieser ermittelten Werte errechnete sich die empirische Formel zu (Pt0,98Pd0,01Ni0,03)Σ=1,02S0,98 beziehungsweise (Pt0,90Pd0,12)Σ=1,02S0,98, die zur eingangs genannten Formel idealisiert wurde.
Aufgrund der wiederholt gemessen zusätzlichen Gehalte von Palladium und Nickel wird die chemische Zusammensetzung in verschiedenen Quellen auch als Mischformel mit (Pt,Pd)S oder (Pt,Pd,Ni)S angegeben.

## Kristallstruktur
Cooperit kristallisiert in der tetragonalen Raumgruppe P42/mmc (Raumgruppen-Nr. 131) mit den Gitterparametern a = 3,47 Å und c = 6,10 Å sowie zwei Formeleinheiten pro Elementarzelle.
Die Kristallstruktur von Cooperit besteht aus einem Gerüst quadratisch-planarer (Pt,Pd)S4-Gruppen, die über gemeinsam genutzte Kanten und Ecken miteinander verbunden sind.
| Kristallstruktur von Cooperit |
| - mit Blickrichtung parallel zur a-Achse - mit Blickrichtung parallel zur b-Achse - mit Blickrichtung parallel zur c-Achse - in der kristallographischen Standardausrichtung - Größerer Strukturausschnitt |
| Farbtabelle: _ Pt 0 _ S |

## Modifikationen und Varietäten
Die Verbindung PtS ist dimorph und kommt in der Natur neben dem tetragonal kristallisierenden Cooperit noch als ebenfalls tetragonal, jedoch mit anderer Raumgruppe und anderen Gitterparametern kristallisierender Braggit vor.

## Bildung und Fundorte
Cooperit fand sich bisher in Ultramafiten, Gabbros, Duniten und Chromititen in typischerweise geschichteter Struktur sowie in massiven Chalkopyrit-Pyrrhotin-Erzkörpern und alluvialen Seifenlagerstätten. Als Begleitminerale können neben Chalkopyrit, Pyrrhotin, gediegen Platin und verschiedenen Platin-Eisen-Legierungen unter anderem noch Bornit, Braggit, Chromit, Cubanit, Hollingworthit, Laurit, Malanit, Moncheit, Pentlandit, Platarsit, Pyrit, Sperrylith, Vysotskit und viele weitere PGM-Verbindungen auftreten.
Als eher selten vorkommende Mineralbildung kann Cooperit an verschiedenen Fundorten zum Teil zwar reichlich vorhanden sein, insgesamt ist er aber wenig verbreitet. Weltweit sind bisher etwas mehr als 130 Fundorte dokumentiert (Stand 2020). In Südafrika trat Cooperit außer an seinen Typlokalitäten, der Grube Rustenburg Town & Townlands in der gleichnamigen Gemeinde und der Umgebung von Mokopane, noch in vielen weiteren Gruben in den Provinzen Nordwest beziehungsweise Provinz Limpopo auf. Zu den bekannteren Fundstätten gehören hier unter anderem das Merensky Reef in Nordwest sowie die Driekop-Platinmine im Distrikt Sekhukhune und die Onverwacht-Mine bei Mashishing (ehemals Lydenburg) in Mpumalanga. Außerdem fand sich das Mineral allgemein im Witwatersrand und im Bushveld-Komplex.
In Europa fand sich Cooperit bisher nur im Sand-Tagebau Konstantinovo (auch Novoseltsi) bei Kameno in der Oblast Burgas und in der Seifen-Lagerstätte Blagoevgrad in der Oblast Blagoewgrad in Bulgarien, an mehreren Fluss-Seifen wie beispielsweise am Miessijoki und am Sotajoki im finnischen Teil von Lappland, im Ophiolith-Komplex des Pindosgebirges in der westgriechischen Region Epirus, in einer Seifenlagerstätte bei Storfossen in der norwegischen Kommune Karasjok, im Ultramafitit-Massiv Herbeira mit Chromit-Vererzung am Cabo Ortegal in der spanischen Provinz A Coruña sowie im mafisch-ultramafischen Zentral-Komplex der Isle of Rùm und in einer magmatischen Cu-Ni-PGE-Prospektion nahe Srongarbh (auch Sron Gharbh oder Sron Garbh) in den schottischen Highlands.
Weitere Fundorte liegen unter anderem in Australien, Brasilien, Bulgarien, China, Ecuador, im französischen Überseegebiet Neukaledonien, Griechenland, Grönland, Japan, Kanada, Kolumbien, Madagaskar, der Mongolei, in Myanmar, auf Neuseeland, in Norwegen, auf der zu den Philippinen gehörenden Insel Samar, in Russland, Schottland (UK), Sierra Leone, Simbabwe, Spanien, Südafrika, Tansania sowie in den US-Bundesstaaten Alaska, Kalifornien, Montana und Wyoming.